# Miles Davis in Europe
Albums de Miles Davis
Seven Steps to Heaven
(1963) Miles Davis In Concert, My Funny Valentine
(1964)
Miles Davis in Europe est l'enregistrement du Miles Davis Quintet le 27 juillet 1963 au festival de jazz d'Antibes à Juan-les-Pins.

## Historique
Ce concert sera la première apparition "live" dans le quintet, du jeune batteur prodige de 17 ans, Tony Williams.
L'album existe aussi sous le nom de Miles in Antibes et est inclus dans le coffret Seven Steps : The Complete Columbia Recordings of Miles Davis 1963-1964. Dans ce dernier ont été rajoutés deux inédits : "Bye Bye Blackbird" et "Bye Bye (Theme)".

## Quintet
- Miles Davis (Trompette)
- Herbie Hancock (Piano)
- Ron Carter (Contrebasse)
- George Coleman (Saxophone ténor)
- Tony Williams (Batterie)

## Titres
1. Présentation des musiciens par André Francis. (0:46)
2. Autumn Leaves (13:52)
3. Milestones (9:16)
4. I Thought About You (11:44)
5. Joshua (11:26)
6. All Of You (16:49)
7. Walkin' (16:15)

## Citation
« Après quelques semaines aux États-Unis, on est partis pour le festival d'Antibes, dans le midi de la France. On les a tués. Tony a soufflé tout le monde, puisque personne ne l'avait entendu, alors que les Français se targuent d'être au courant de tout ce qui se passe en jazz. Il a mis le feu aux fesses de tout le monde. Je commençais à réaliser que Tony et ce groupe pouvaient jouer tout ce qu'ils voulaient. Tony était toujours le centre autour duquel tournait le son de l'orchestre. C'était quelqu'un. »

— MILES L'AUTOBIOGRAPHIE, Miles Davis avec Quincy Troupe. Presses de la Renaissance. 1989.